# Sister (album của Sonic Youth)
Sister là album phòng thu thứ tư của ban nhạc alternative rock Mỹ Sonic Youth. Nó được hãng đĩa SST phát hành năm 1987. Album cho thấy rõ xu hướng rời bỏ no wave để chuyển sang làm nhạc khúc có cấu trúc truyền thống, dù vẫn giữ phần nào sự thô ráp trước đó.
Giống những đĩa nhạc trước đó của Sonic Youth, Sister chưa được đánh giá cao hay đạt thành công thương mại lúc phát hành, nhưng dần góp nhặt những lời khen về sau. Slant Magazine gọi nó là "album punk hay cuối của thời kì Reagan, và là album pop [đại chúng] đầu tiên nổi lên từ giới nhạc ngầm Mỹ"; Tạp chí xếp Sister ở số 72 trong danh sách 100 album hay nhất thập niên 1980. Pitchfork đặt Sister ở số 14 trong danh sách album hay nhất thập niên 1980 của họ.

## Bối cảnh và thu âm
Sonic Youth thu âm album thứ ba, EVOL, vào tháng 10-11, 1986. Trong thời gian lưu diễn cho album đó, ban nhạc bắt đầu viết nhạc phẩm cho album mới ("White Kross" được sáng tác trước đó, khoảng tháng 5 năm 1986). Sister được thu trên máy 16-track vào tháng 3-4, năm 1987 cùng Walter Sear tại Sear Sound, chỉ bằng thiết bị analog tube, tạo cho nó một bầu không khí "ấm", hoài cổ.
Sister (và Daydream Nation theo sau) là album chủ đề xây dựng lỏng lẻo. Sister phần nào chịu ảnh hưởng bởi cuộc đời và tác phẩm của nhà văn khoa học viễn tưởng Philip K. Dick. Những tiêu đề dự kiến cho album là Kitty Magic, Humpy Pumpy và Sol-Fuc, sau rốt cuộc cái tên Sister ("chị em") được chọn để nhắc đến người chị em sinh đôi của Dick, người đã mất sau khi ra đời chưa lâu và đã làm ông ám ảnh suốt đời. "Sister" cũng là tiêu đề ban đầu của "Schizophrenia", và Thurston Moore thường giới thiệu nó là "Sister".

## Âm nhạc và lời
Theo Adam Downer của Sputnikmusic, Sister rời bỏ thứ âm thanh thô bạo của những nhạc phẩm trước để hướng đến thứ noise pop trau chuốt hơn điển hình cho những tác phẩm sau của nhóm. Album có cả những ca khúc ồn ã như "White Kross" và "Catholic Block", lẫn một bản ode mang màu sắc noir, "Pacific Coast Highway", dù đều có cấu trúc bài hát "truyền thống" hơn. Một phần lời của "Schizophrenia" được viết cho "Come Around" ("Your future is static, It's already had it/But I got a hunch, it's coming back to me"). "Sister" là nhan đề ban đầu của "Schizophrenia", và một bản thu trực tiếp của bài hát thực hiện ngày 4 tháng 6 năm 1987 ở The Town and Country Club tại Luân Đôn được phát hành làm mặt B tên "Sister" của một đĩa đơn bootleg 7". Mặt A của đĩa đơn đó là bản làm lại "I Wanna Be Your Dog" với Iggy Pop. Hai track của đĩa đơn này sau đó có mặt trên ấn bản DVD của Screaming Fields of Sonic Love.
Ban nhạc dùng guitar mộc trong một vài bài hát vì mục đích tạo "giai điệu", như trong "(I Got A) Catholic Block". Một bài nữa là "Beauty Lies in the Eye", dùng ba hay bốn guitar. "Pipeline/Kill Time", do Ranaldo hát, được sáng tác vào ngày 5 tháng 4 năm 1987, nhiều đoạn lời viết lúc đó bị lược khỏi sản phẩm cuối cùng. Tiêu đề thực hiện của "Tuff Gnarl" là "Sea-Sik" và "Smart and Fast", song ban nhạc quyết định chọn "Tuff Gnarl", theo câu "He's running on a tuff gnarl in his head". Mike Watt từng làm lại (cover) bài hát này để cho vào album Ball-Hog or Tugboat?; các thành viên Sonic Youth gồm Moore, Ranaldo và Steve Shelley cũng góp tay thực hiện bản làm lại này. Nhạc khúc thứ 8 trong album là một bản làm lại "Hotwire My Heart" của Crime. "Kotton Krown" (hay "Cotton Crown") có sự góp giọng của cả Gordon và Moore, dù sau này khi biểu diễn trực tiếp Moore thường hát một mình. Nhạc khúc cuối trong Sister, "White Kross", là ca khúc được viết trước tiên và từng có mặt trên một đĩa 7" NME. Trong tour châu Âu năm 1987, ban nhạc đã kéo dài bài hát, thêm vào một đoạn white noise dài năm sáu phút cuối bài; đoạn outro sau đó được đặt tên "Broken Eye".

## Danh sách nhạc khúc
Tất cả các ca khúc được viết bởi Sonic Youth (Lee Ranaldo, Kim Gordon, Thurston Moore, Steve Shelley), trừ khi được ghi chú.
| STT | Nhan đề                           | Sáng tác      | Lời/hát                | Thời lượng |
| --- | --------------------------------- | ------------- | ---------------------- | ---------- |
| 1.  | "Schizophrenia"                   |               | Gordon, Moore          | 4:38       |
| 2.  | "(I Got A) Catholic Block"        |               | Moore                  | 3:26       |
| 3.  | "Beauty Lies in the Eye"          |               | Gordon                 | 2:20       |
| 4.  | "Stereo Sanctity"                 |               | Moore                  | 3:50       |
| 5.  | "Pipeline/Kill Time"              |               | Ranaldo                | 4:35       |
| 6.  | "Tuff Gnarl"                      |               | Moore                  | 3:15       |
| 7.  | "Pacific Coast Highway"           |               | Gordon                 | 4:18       |
| 8.  | "Hot Wire My Heart" (Crime cover) | Johnny Strike | Moore, Gordon, Ranaldo | 3:23       |
| 9.  | "Kotton Krown"                    |               | Gordon, Moore          | 5:08       |
| 10. | "White Kross"                     |               | Moore                  | 2:59       |

| bài hát thêm trên CD | bài hát thêm trên CD | bài hát thêm trên CD |
| STT                  | Nhan đề              | Thời lượng           |
| -------------------- | -------------------- | -------------------- |
| 11.                  | "Master=Dik"         | 5:10                 |

## Thành phần tham gia
Sonic Youth
- Thurston Moore – guitar (track 1, 2 và 4–10), hát, Moog synthesizer ("Pipeline/Kill Time"), guitar bass ("Beauty Lies in the Eye"), sản xuất
- Kim Gordon – guitar bass (track 1, 2 và 4–10), hát, sản xuất
- Lee Ranaldo – guitar, hát, sản xuất
- Steve Shelley – drums, sản xuất

Technical
- Bill Titus – kỹ thuật
- Howie Weinberg – master
- Walter Sear – cài đặt Moog
- Lucius Shepard – bìa đĩa

## Lịch sử phát hành
| Vùng             | Ngày             | Hãng phân phối           | Định dạng           |
| ---------------- | ---------------- | ------------------------ | ------------------- |
| Hoa Kỳ, Anh Quốc | tháng 6 năm 1987 | SST Records, Blast First | Vinyl, CD, Cassette |
| Brasil           | 1989             | Stileto                  | Vinyl               |
| Hoa Kỳ, Châu Âu  | 1994             | DGC, Geffen              | CD, Cassette        |
| Anh Quốc         | 1996             | Mute                     | vinyl               |
| Hoa Kỳ           | 2011             | ORG Music                | Purple marble vinyl |